# Patricia Reyes Spíndola
Patricia Reyes Spíndola (Ciudad de México, 11 de julho de 1953) é uma atriz, diretora e produtora mexicana. Renomada no meio artístico, Patricia é muito reconhecida por sua participação ativa no cinema mexicano e estado-unidense, além de se destacar em telenovelas.

## Biografia
Spíndola estudou para se tornar atriz em vários ateliês no México e Londres. Estreou no cinema em 1972, com El Señor de Osanto, e dois anos depois começou a trabalhar no teatro Fru Fru. Como atriz, trabalhou com diretores como Nancy Cárdenas ou Arturo Ripstein.
Spíndola já apareceu em mais de 70 filmes mexicanos durante sua carreira. Ela recebeu quatro Prêmios Ariel de Cinema Mexicana e duas indicações adicionais por suas performances no cinema. Em 2002, ela interpretou a mãe de Frida Kahlo, Matilde, no filme americano Frida.
Spíndola trabalhou em novelas mexicanas no início dos anos 80, interpretando principalmente antagonistas. No início dos anos 2000, ela também começou a trabalhar como diretora, seus créditos como diretora incluem Salomé (2001), La intrusa (2001) e 85 episódios de La mujer del vendaval (2012-13).
Spíndola tem uma escola de atuação que ela administra com sua irmã, Marta Reyes Spíndola, no bairro de Colonia Juárez , na Cidade do México, chamado M & M Studio, onde também leciona.
Na televisão americana, Spíndola co-estrelou em 4 episódios na primeira temporada da AMC s' Fear The Walking Dead como Griselda Salazar em 2015 e mais tarde fez duas aparições na segunda temporada em 2016. Em 2019, ela estrelou ao lado de Kate del Castillo na segunda temporada da série da Telemundo / Netflix La Reina del Sur, interpretando Carmen Martínez.

## Vida pessoal
Spíndola é sobrevivente de câncer. Em 2011, ela foi diagnosticada com câncer de mama e passou por mastectomia. Em abril de 2015, ela lançou seu livro La vuelta da muchas vidas.

## Filmografia

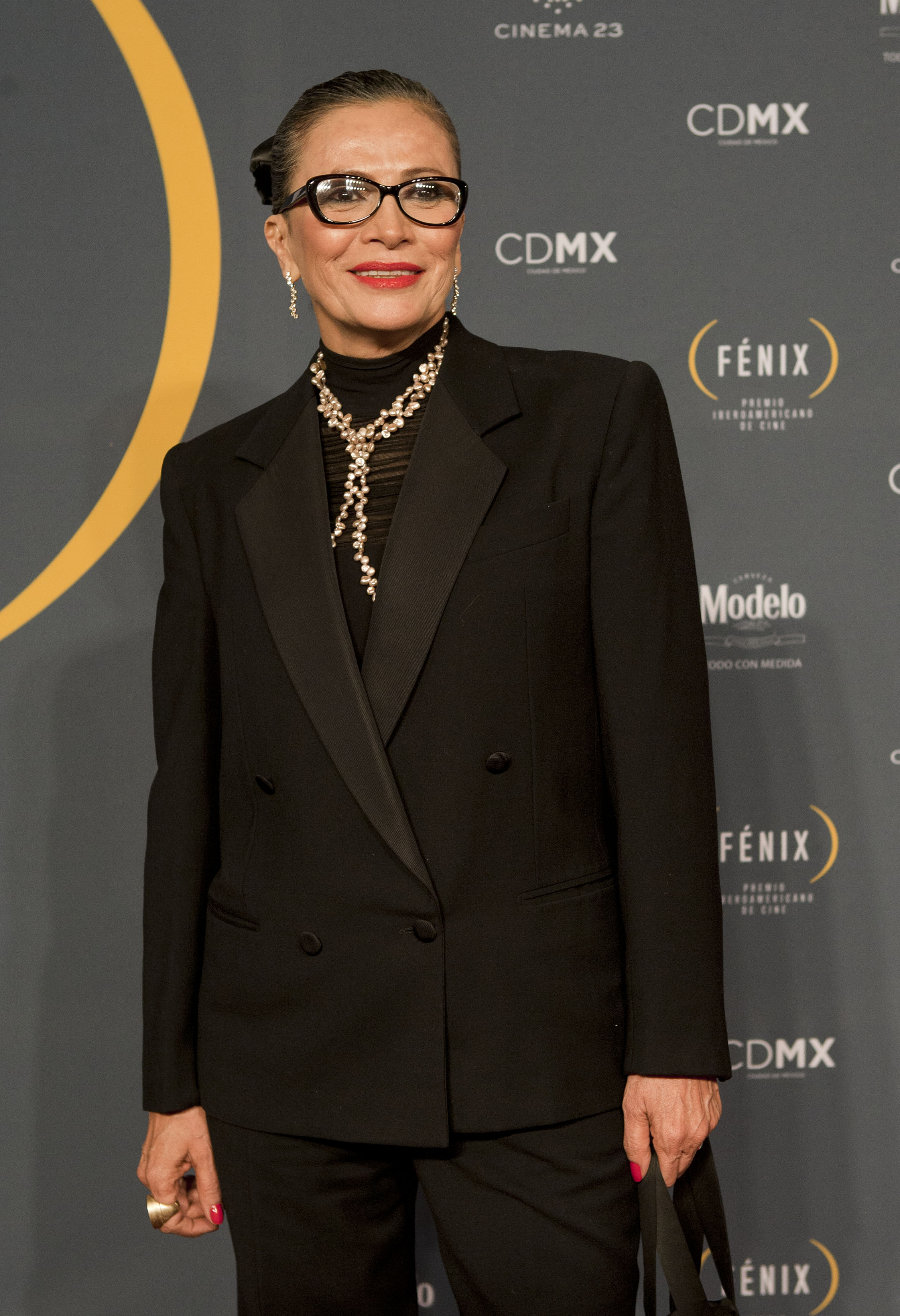
Patricia no Prêmio Ibero-Americano de Cinema Fênix em 2019.

### Televisão
| Ano      | Título                              | Personagem                       | Notas                                         |
| -------- | ----------------------------------- | -------------------------------- | --------------------------------------------- |
| 1982     | Bianca Vidal                        | Cirila                           |                                               |
| 1983     | El maleficio                        | Teodora Rivapalacios             |                                               |
| 1984     | La traición                         | Lidia                            |                                               |
| 1985     | Esperándote                         | Refugio                          |                                               |
| 1988     | El extraño retorno de Diana Salazar | Jordana Hernández                |                                               |
| 1989     | Hora marcada                        | Esperanza                        | Episódio: "Noche de paz"                      |
| 1989     | Teresa                              | Josefina Martínez                |                                               |
| 1990     | En carne propia                     | Tota de Ortega                   |                                               |
| 1992     | Triángulo                           | Virginia Verte de Granados       |                                               |
| 1994     | El vuelo del águila                 | Petrona Mori                     |                                               |
| 1994     | Mujer, casos de la vida real        | —                                |                                               |
| 1995     | Azul                                | Martha                           |                                               |
| 1996     | La antorcha encendida               | Doña Juana de Foncerrada         |                                               |
| 1997     | María Isabel                        | Manuela                          |                                               |
| 1997     | La santa                            | —                                | Telefilme                                     |
| 1997     | Pueblo chico, infierno grande       | Martina                          |                                               |
| 1999     | El niño que vino del mar            | Alberta Gómez                    |                                               |
| 2001     | La intrusa                          | Renata de Velarde                |                                               |
| 2001     | Salomé                              | Manola                           |                                               |
| 2003     | De pocas, pocas pulgas              | Griselda                         |                                               |
| 2003     | Mariana de la noche                 | Maria Dolores (María Lola)       |                                               |
| 2004     | Inocente de ti                      | Clotilde                         |                                               |
| 2005     | La madrastra                        | Venturina García                 |                                               |
| 2006     | La fea más bella                    | Tomasa Mora                      |                                               |
| 2007     | S.O.S.: Sexo y otros Secretos       | —                                | Episódio: "Recuerdos y secretos"              |
| 2007     | Trece miedos                        | Vecina                           | Episódio: "Nuevo comienzo"                    |
| 2007     | XHDRbZ                              | Mamá de Exelsa                   | Episódio: "Los padres de Exelsa"              |
| 2008     | Fuego en la sangre                  | Quintina                         |                                               |
| 2008     | Terminales                          | Abuela                           | Episódio: "Verdades" Episódio: "Transplantes" |
| 2008     | Mujeres asesinas                    | Sagrario                         | Episódio: "Cándida, esperanzada"              |
| 2009     | Adictos                             |                                  | Episódio: "Cocaina"                           |
| 2009     | Mujeres asesinas                    | Ernestina "Tita" Garza           | Episódio: "Tita Garza, estafadora"            |
| 2010     | Zacatillo, un lugar en tu corazón   | Fredesvinda Carretas             |                                               |
| 2010     | Los héroes del norte                | Doña Olegaria                    |                                               |
| 2010     | Mujeres asesinas                    | Carmen                           | Episódio: "Las Cotuchas, Empresarias"         |
| 2011     | Rafaela                             | Caridad                          |                                               |
| 2012     | Una familia con suerte              | Carlota ("Directrora del Penal") |                                               |
| 2013     | Corazón indomable                   | Guadalupe                        |                                               |
| 2014     | El color de la pasión               | Trinidad                         |                                               |
| 2015- 16 | Fear the Walking Dead               | Griselda Salazar                 | Temporadas 1-2                                |
| 2016     | Un camino hacia el destino          | Blanca Elizalde Contreras        |                                               |
| 2018     | Atrapada                            | Marcela                          |                                               |
| 2019     | La reina del Sur 2                  | Carmen Martínez                  |                                               |
| 2020     | La doña 2                           | Florencia Molina                 |                                               |
| 2020     | Imperio de mentiras                 | Sara Rodríguez de Velasco        |                                               |

### Cinema
| Ano  | Título                                   | Personagem                    | Notas                                                       |
| ---- | ---------------------------------------- | ----------------------------- | ----------------------------------------------------------- |
| 1974 | El señor de Osanto                       |                               | Film debut                                                  |
| 1974 | Llanto, risas y nocaut                   |                               |                                                             |
| 1975 | La otra virginidad                       |                               |                                                             |
| 1975 | La casa del Sur                          | María                         |                                                             |
| 1976 | México, México, ra ra ra                 |                               |                                                             |
| 1976 | Actas de Marusia                         | Rosa                          | Prêmio Ariel de Melhor Atriz Coadjuvante                    |
| 1976 | La venganza de un hombre llamado Caballo | Gray Thorn                    |                                                             |
| 1976 | Las poquianchis                          | Graciela                      |                                                             |
| 1977 | El elegido                               | Virgen Maria                  |                                                             |
| 1977 | Caminando pasos, caminando               |                               |                                                             |
| 1977 | Las cenizas del diputado                 | Ana Maria Godinez             |                                                             |
| 1977 | Los iracundos                            |                               | Curta-metragem                                              |
| 1978 | Pedro Páramo                             | Eduviges Dyada                |                                                             |
| 1978 | Los hijos de Sánchez                     |                               |                                                             |
| 1979 | México Norte                             |                               |                                                             |
| 1981 | Ora sí tenemos que ganar                 |                               |                                                             |
| 1982 | Retrato de una mujer casada              | Luisa                         |                                                             |
| 1985 | Los motivos de Luz                       | Luz                           | Prêmio Ariel de Melhor Atriz Diosa de Plata de Melhor Atriz |
| 1985 | El rey de la vecindad                    | Esposa de Marcos              |                                                             |
| 1986 | Va de Nuez                               |                               |                                                             |
| 1986 | La rebelión de los colgados              |                               |                                                             |
| 1987 | Nocturno amor que te vas                 |                               |                                                             |
| 1987 | Los confines                             | Esposa                        | Indicada — Prêmii Ariel de Melhor Atriz Coadjuvante         |
| 1987 | Asesinato en la plaza Garibaldi          |                               |                                                             |
| 1988 | La envidia                               |                               | Short film                                                  |
| 1988 | El gran relajo mexicano                  |                               | Prêmio Ariel de Melhor Atriz Coadjuvante                    |
| 1988 | El otro crimen                           |                               |                                                             |
| 1989 | La isla de las garzas                    |                               | Short film                                                  |
| 1989 | Mentiras piadosas                        |                               |                                                             |
| 1989 | Goitia, un dios para sí mismo            |                               |                                                             |
| 1990 | Espejismos y ceremonias                  |                               | Short film                                                  |
| 1991 | Woman of the Port                        | Tomasa                        |                                                             |
| 1992 | Nocturno a Rosario                       | Soledad                       |                                                             |
| 1992 | Lucky Break                              |                               |                                                             |
| 1992 | Golpe de suerte                          |                               |                                                             |
| 1993 | ¡Aquí espaantan!                         | Remedios                      |                                                             |
| 1994 | La reina de la noche                     | Lucha Reyes                   | Prêmio Ariel de Melhor Atriz                                |
| 1995 | Mujeres insumisas                        | Ema                           | Indicada — Prêmio Ariel de Melhor Atriz                     |
| 1996 | Profundo carmesí                         | Sra. Ruelas                   |                                                             |
| 1998 | Noche de paz                             |                               | Curta-metragem                                              |
| 1998 | El evangelio de las Maravillas           | Micaela                       |                                                             |
| 1998 | Fuera de la ley                          |                               |                                                             |
| 1999 | El coronel no tiene quien le escriba     | Jacinta                       |                                                             |
| 1999 | Del otro lado                            |                               |                                                             |
| 2000 | Antes que anochezca                      | María Teresa Freye de Andrade |                                                             |
| 2000 | Así es la vida                           | Adela, The Godmother          |                                                             |
| 2000 | La perdición de los hombres              | Axe Face                      |                                                             |
| 2001 | El sueño del caimán                      | Madre Caimán                  |                                                             |
| 2002 | Acosada                                  | Licenciada Ortiz              |                                                             |
| 2002 | eXXXorcismo                              |                               |                                                             |
| 2002 | Frida                                    | Matilde Kahlo                 |                                                             |
| 2002 | La virgen de la lujuria                  | Raquel                        |                                                             |
| 2002 | Solamente una vez                        |                               |                                                             |
| 2003 | La mudanza                               | Sara                          |                                                             |
| 2003 | Popis                                    | La abuela                     | Curta-metragem                                              |
| 2004 | El edén                                  | Victoria                      |                                                             |
| 2005 | Between                                  | Mrs. Gonzalez                 |                                                             |
| 2006 | Mujeres en el Acto                       |                               |                                                             |
| 2006 | El carnaval de Sodoma                    | Eréndira                      |                                                             |
| 2007 | Malos hábitos                            | Madre Superiora               |                                                             |
| 2008 | Amor letra por letra                     | La Juez                       |                                                             |
| 2008 | El patio de mi cárcel                    | Aurora                        |                                                             |
| 2008 | Solo quiero caminar                      | Madre de Félix                |                                                             |
| 2008 | Todos hemos pecado                       | La Doñita                     |                                                             |
| 2009 | El jardín que se seca                    | Estela                        | Short film                                                  |
| 2009 | Un mexicano más                          | Viúva                         |                                                             |
| 2010 | Chicogrande                              | La Sandoval                   |                                                             |
| 2011 | Chabela Querida                          | Chabela                       | Short film                                                  |
| 2011 | Las razones del corazón                  | Doña Ruti                     |                                                             |
| 2014 | Todos están muertos                      | Doña Rosario                  |                                                             |
| 2015 | Estar o no estar                         | Veronica                      |                                                             |
| 2015 | La teta de Botero                        | Sofa                          |                                                             |
| 2015 | El viaje de Keta                         | Elena                         | Indicada — Diosas de Plata de Melhor Atriz Coadjuvante      |
| 2015 | Being or Not Being                       | Veronica                      |                                                             |
| 2015 | Bleak Street                             |                               |                                                             |
| 2018 | Eres mi pasión                           | Madre Furia                   |                                                             |
| 2018 | A ti te quería encontrar                 | Lola                          |                                                             |
| 2018 | Mi Mariachi                              | Susana                        |                                                             |
| 2019 | Vagoneros                                | Covarrubias                   |                                                             |
| 2019 | El diablo entre las piernas              | Isabel                        |                                                             |
| 2020 | Ánima                                    | Danae                         |                                                             |

## Prêmios e Indicações
| Ano  | Festival                               | Categoria                        | Nomeações                           | Resultado |
| ---- | -------------------------------------- | -------------------------------- | ----------------------------------- | --------- |
| 1976 | Prêmio Ariel de Cinema Mexicano        | Melhor Co-Atuação Feminina       | Actas de Marusia                    | Venceu    |
| 1979 | Prêmio Ariel de Cinema Mexicano        | Melhor Atriz                     | México norte                        | Indicada  |
| 1986 | Prêmio Ariel de Cinema Mexicano        | Melhor Atriz                     | Motivos de luz                      | Venceu    |
| 1986 | Troféu Disoas de Platas                | Melhor Atriz                     | Motivos de luz                      | Venceu    |
| 1988 | Prêmio Ariel de Cinema Mexicano        | Melhor Co-Atuação Feminina       | Los confines                        | Indicada  |
| 1989 | Prêmio ACE de Nova York                | Melhor Co-Atuação Feminina       | El extraño retorno de Diana Salazar | Venceu    |
| 1990 | Prêmio TVyNovelas                      | Melhor Primeira Atriz            | Teresa                              | Venceu    |
| 1990 | Prêmio Ariel de Cinema Mexicano        | Melhor Atriz de Quadro           | El otro crimen                      | Venceu    |
| 1992 | Prêmios Bravo                          | Melhor Atuação em Série          | Mujer, casos de la vida real        | Venceu    |
| 1994 | Prêmios Bravo                          | Melhor Atuação                   | El vuelo del águila                 | Venceu    |
| 1995 | Prêmio TVyNovelas                      | Melhor Atriz coadjuvante         | El vuelo del águila                 | Venceu    |
| 1995 | Prêmio El Heraldo de México            | Melhor Atriz                     | El vuelo del águila                 | Indicada  |
| 1996 | Prêmio ACE de Nova York                | Melhor Atriz                     | El vuelo del águila                 | Venceu    |
| 1996 | Prêmio Ariel de Cinema Mexicano        | Melhor Atriz                     | La reina de la noche                | Venceu    |
| 1996 | Prêmio Ariel de Cinema Mexicano        | Melhor Atriz                     | Mujeres insumisas                   | Indicada  |
| 2002 | Prêmio TVyNovelas                      | Melhor Primeira Atriz            | Salomé                              | Indicada  |
| 2004 | Prêmios Bravo                          | Melhor Atriz                     | Mariana de la noche                 | Venceu    |
| 2004 | Prêmio Las Palmas de Oro               | Melhor Primeira Atriz            | Mariana de la noche                 | Venceu    |
| 2004 | Prêmio TVyNovelas                      | Melhor Primeira Atriz            | Mariana de la noche                 | Indicada  |
| 2008 | Melhor Atriz Cômica                    | Fuego en la sangre               | Venceu                              |           |
| 2009 | Prêmio TVyNovelas                      | Fuego en la sangre               | Melhor Atriz Co-Protagonista        | Venceu    |
| 2011 | Prêmio da Câmara Nacional              | Prêmio especial à mulher         | Prêmio especial à mulher            | Venceu    |
| 2012 | Prêmio TVyNovelas                      | Melhor Primeira Atriz            | Rafaela                             | Indicada  |
| 2015 | Prêmio TVyNovelas                      | Melhor Primeira Atriz            | El color de la pasión               | Indicada  |
| 2015 | Troféu Micrófono de Oro                | Prêmio à Excelência Artística    | Prêmio à Excelência Artística       | Venceu    |
| 2016 | Festival Pantalla de Cristal de Cinema | Melhor Atriz Coadjuvante         | Enamor Dados                        | Indicada  |
| 2017 | Troféu Disoas de Platas                | Melhor Papel de Quadro Feminino  | Estar o no estar                    | Indicada  |
| 2017 | Prêmio TVyNovelas                      | Melhor Primeira Atriz            | Un camino hacia el destino          | Indicada  |
| 2019 | Prêmio TV Adicto Golden Awards         | Melhor Atriz em Papel Secundário | La reina del sur                    | Venceu    |